# Кокарева, Елена Владимировна
Елена Владимировна Кокарева (род. 1991) — российская гимнастка.

## Биография
Елена Кокарева родилась 12 декабря 1991 года в Волжском.
Учится в СДЮШОР № 2 города Волжский. В сентябре 2006 года на чемпионате России Елена завоевала золото на брусьях и серебро на бревне. В Волосе в Греции на Чемпионате Европы 2006 Лена стала первой в команде и завоевала серебро на брусьях. На второй летней спартакиаде учащихся России, проходившей в Челябинске с 19 по 25 июля 2005 года Елена завоевала серебряную медаль на бревне и бронзовые медали в прыжке и на брусьях. В марте 2005 года Елена Кокарева завоевала золото чемпионата России в упражнениях на брусьях. В январе 2005 года в американском Далласе на крупном международном турнире по спортивной гимнастике «Олимпик Хоупс» успешно выступила Елена — она была лучшей из всего квартета российской команды. Сначала, вместе с подругами по сборной представительница Волгоградской области завоевала «бронзу» в общем зачёте, а, затем, стала и золотой медалисткой соревнований, победив в упражнениях на брусьях. В копилке волжской гимнастки могло оказаться и три награды, но в абсолютном первенстве — многоборье — Елена чуть-чуть не дотянула до пьедестала почёта, заняв почётное 4-е место. 2002 год был отмечен победой в региональном первенстве России. Лена заняла первые места в многоборье, в упражнениях на брусьях и бревне.